# Колос (Крупський район, Нацька сільська рада)
Колос (біл. вёска Колас) — село в складі Крупського району Мінської області, Білорусь. Село підпорядковане Хотюхівській сільській раді, розташоване в східній частині області.
Рішенням Мінської обласної ради депутатів від 28 травня 2013 року, щодо змін адміністративно-територіального устрою Мінської області, село Колос, уже колишньої Нацької сільської ради, підпорядковане Хотюхівській сільській раді.